# قطعنامه ۱۹۱۵ شورای امنیت
قطعنامه  ۱۹۱۵ شورای امنیت سازمان ملل متحد که در تاریخ ۱۸ مارس ۲۰۱۰ تصویب شد، سندی بین‌المللی دربارهٔ دادگاه بین‌المللی برای یوگسلاوی سابق است. این قطعنامه طی نشست ۶۲۸۶ام با ۱۵ رای موافق، ۰ مخالف و ۰ ممتنع تصویب شد.